# جک میو
جک میو (به انگلیسی: Jack Mew) زادهٔ ۳۰ مارس ۱۸۸۹ بازیکن فوتبال اهل انگلستان بود که سابقهٔ بازی در تیم ملی فوتبال انگلستان را در کارنامهٔ خود دارد. وی در تاریخ ۲۳ اکتبر ۱۹۲۰ تنها بازی ملی خود را در مقابل تیم ملی فوتبال ایرلند انجام داد.